# Orto dei Semplici elbano
L'Orto dei Semplici Elbano si trova a Rio nell'Elba, frazione del comune di Rio sull'Isola d'Elba, nel cuore del Parco Nazionale Arcipelago Toscano.
Situato in un terreno di circa un ettaro nei pressi dell'Eremo di Santa Caterina, è nato nel 1997 come luogo di studio delle biodiversità delle piante ospiti dell'Isola d'Elba e delle altre isole dell'arcipelago toscano. All'interno dell'area vari cartelli esplicativi danno informazioni sulle specie raccolte, le loro particolarità e gli usi popolari, sviluppatisi in migliaia di anni, per l'utilizzo in medicina e per l'alimentazione delle popolazioni isolane.
Sorto dall'iniziativa dello scrittore e fotografo Hans Georg Berger e promosso da Gabriella Corsi e Fabio Garbari dell'Università di Pisa, l'Orto è in continua evoluzione, infatti ricercatori e docenti del Dipartimento di Scienze Botaniche dell'Università di Pisa continuano a collaborare alla raccolta delle piante endemiche dell'arcipelago. Gli spazi che lo accolgono sono stati progettati dagli architetti Roberto Gabetti, Aimaro Isola e Guido Drocco.